# 洪溪镇 (嘉善县)
洪溪镇是浙江省嘉善县的一个镇，於2009年被撤銷，其行政區域劃歸天凝鎮管轄。

## 行政區劃
被撤銷前，洪溪鎮下轄11個行政村及1個社區。